# Richard North Patterson
Richard North Patterson (Berkeley, 22 febbraio 1947) è un avvocato e scrittore statunitense.
Richard North Patterson è uno fra gli autori di thriller giudiziari di maggiore successo.

Di professione avvocato, ha compiuto studi di legge alla Ohio Wesleyan University e alla Case Western Reserve School of Law. Ha esercitato per lungo tempo la professione prima di dedicarsi alla narrativa.

In breve si è affermato nel genere letterario del thriller legale, vincendo l'Edgar Award (nel 1980) e il Grand prix de littérature policière.
Fedele a una tradizione anglosassone di lunga data, per scrivere Nessun luogo è sicuro ha seguito da vicino la campagna presidenziale del 1996, intervistando a lungo George Bush sr. 

Alterna la sua residenza, tra San Francisco e Martha's Vineyard.

## Opere pubblicate in Italia
- Grado di colpevolezza (Degree of guilt, 1992) Milano, Mondadori, I gialli del cuore, ott. 2000 ISBN 88-86845-96-0 - serie Christopher Paget #2
- Il peso dell'innocenza (Eyes of a Child, 1995) con Caroline Masters / Milano, Longanesi, 2003 ISBN 978-88-304-1590-4 - serie Christopher Paget #3
- Giudizio finale (The Final Judgment, 1995) con Caroline Masters / Milano, TEA, 2007, ISBN 978-88-502-1357-3
- Il silenzio del testimone (Silent Witness, 1997) Milano, TEA 2000 ISBN 978-88-7818-826-6 - serie Tony Lord #2
- Nessun luogo è sicuro (No Safe Place, 1998) con Kerry Kilcannon / Milano, TEA, 2002 ISBN 978-88-502-0094-8 - serie Kerry Kilcannon #1
- Tutta la verità (Dark Lady, 1999) Milano, TEA, 2002 ISBN 978-88-502-0244-7
- Chiamato a difendere (Protect and Defend, 2000) con Caroline Masters e Kerry Kilcannon / Milano, Longanesi, 2002 ISBN 978-88-304-1938-4 - serie Kerry Kilcannon #2
- Scelta obbligata (Balance of Power, 2003) con Caroline Masters e Kerry Kilcannon / Milano, Longanesi, 2004 ISBN 978-88-304-2161-5 - serie Kerry Kilcannon #3
- I Cinquantanove giorni (Conviction, 2005) Milano, Longanesi, 2007 ISBN 978-88-304-2381-7 - serie Christopher Paget #4
- L'Indiziata (Exile, 2007) Milano, Longanesi, 2008 ISBN 978-88-304-2468-5
- Il patto violato (In The Name Of Honor, 2010) Milano, Longanesi, 2012 ISBN 978-88-304-3166-9
- Il prezzo della scelta (The Race, 2007) Milano, Longanesi, 2009 ISBN 978-88-304-2555-2

## Opere pubblicate in Inglese
- The Lasko Tangent (1979) - serie Christopher Paget #1
- The Outside Man (1981)
- Escape the Night (1983)
- Private Screening (1985) - serie Tony Lord #1
- Degree of Guilt (1993)
- Eclipse (2009)
- The Spire (2009)
- The Devil's Light (2011)
- Fall From Grace (2012) - serie Blaine Trilogy #1
- Loss of Innocence (2013) - ISBN 978-1-62365-092-6 - serie Blaine Trilogy #2
- Eden in Winter (2014) - serie Blaine Trilogy #3